# Canal NBA
Canal NBA est une émission de télévision française présentée par Vincent Radureau diffusée sur Canal+ Sport du 15 novembre 2010 au 22 juin 2012.

## Principe
L'émission, hebdomadaire, est diffusée chaque lundi soir à minuit sur Canal+ Sport. Elle traite de l'actualité de la NBA avec des reportages, des résumés de matchs et des débats autour de George Eddy et Jacques Monclar.
On y retrouve le traditionnel top ten, c'est-à-dire un classement des 10 actions les plus spectaculaires de la semaine.
L'actualité des joueurs français évoluant en NBA est aussi souvent au sommaire.
L'émission est rediffusée en clair sur Canal+ Sport le lendemain, le mardi soir vers 17 h 45 et parfois exceptionnellement le matin vers 9 h.
L'émission s'arrête après la perte des droits de la NBA par Canal+ face à beIN Sports en novembre 2012.
En avril 2012, l'émission reçoit la « Lucarne d'or » de la meilleure émission sportive hors foot.
L'émission est cependant toujours diffusée sur Canal+Sport Afrique avec Vincent Radureau et George Eddy à la présentation, accompagnés d'une équipe de consultants.
L'émission est revenue en France le 7 janvier 2024 sur Canal+ en clair à l'occasion du NBA Paris Game 2024 qui se déroulera le 11 janvier.